# آلفتینا کولچینا
آلفتینا کولچینا (روسی: Алевти́на Па́вловна Ко́лчина؛ زادهٔ ۱۱ نوامبر ۱۹۳۰ – ۱ مارس ۲۰۲۲) اسکی‌باز صحرانوردی اهل اتحاد جماهیر شوروی سوسیالیستی بود.
وی در مسابقات کشوری و بین‌المللی در مجموع برندهٔ ۸ مدال طلا، ۲ مدال نقره، ۳ مدال برنز شده بود.